# The Magic Band
The Magic Band är ett amerikanskt rockband, ursprungligen grundat av Don Van Vliet 1965, som kompband till hans pseudonym Captain Beefheart. I bandets första upplaga ingick John French, Ry Cooder, Alex St. Claire och Jerry Handley,
Bandet lades ned 1974 (varpå Beefheart startade ett nytt "Magic Band"), men återuppstod 2003 i en delvis ny sättning, med den tidigare slagverkaren John French som sångare, Gary Lucas och Denny Walley på gitarr, Rockette Morton på basgitarr och Robert Williams på trummor. Gruppen har sedan dess spelat in ett par skivor och turnerat i Europa och USA.

## Medlemmar
Nuvarande medlemmar
- John "Drumbo" French – trummor, sång (1966–1971, 1975–1976, 1980, 2003–2006, 2009– )
- Mark "Rockette Morton" Boston – basgitarr, gitarr (1968–1974, 2003–2006, 2009– )
- Denny Walley – gitarr (1975–1978, 2003–2006, 2009– )
- Eric Klerks – gitarr (2009– )
- Craig Bunch – trummor (2009– )

Tidigare medlemmar
- Alex St. Clair Snouffer – gitarr (1965–1968, 1973–1974)
- Jerry Handley – basgitarr (1965–1968)
- Doug Moon – gitarr (1965–1967)
- Paul Blakely – trummor (1965–1966)
- Ry Cooder – gitarr (1967)
- Antennae Jimmy Semens (Jeff Cotton) – gitarr (1967–1969)
- Zoot Horn Rollo – gitarr, flöjt (1968–1974)
- The Mascara Snake (Victor Hayden) – basklarinett, sång (1969)
- Ed Marimba – trummor, slagverk (1970–1974)
- Winged Eel Fingerling – gitarr (1971–1972, 1975–1976)
- Roy "Orejón" Estrada – basgitarr (1972–1973)
- Mark Marcellino – keyboard (1974)
- Dean Smith – gitarr (1974)
- Michael "Michael Bucky" Smotherman – keyboard (1974)
- Mark Gibbons – keyboard (1974)
- Jimmy Caravan – synthesizer (1974)
- Ira Ingber – basgitarr (1974)
- Gene Pello – trummor (1974)
- Ty Grimes – slagverk (1974)
- Bruce Lambourne Fowler – trombon (1975–1976, 1978–1980)
- Jeff Moris "White Jew" Tepper – gitarr, slidegitarr (1976–1982)
- Richard Redus – gitarr, dragspel, basgitarr (1978)
- Eric Drew "Black Jew Kitabo" Feldman – keyboard, bas, synthesizer, mandolin (1976–1981)
- Robert Arthur "Wait for Me" Williams – trummor (1978–1981, 2003)
- Richard "Midnight Hatsize" Snyder – gitarr, slidegitarr, basgitarr, viola (1980–1982)
- Gary Lucas – gitarr (1980–1982, 2003–2006)
- Cliff Martinez – trummor, slagverk (1982)
- Michael Traylor – trummor (2003–2006)

## Diskografi (i urval)
Album (som Captain Beefheart and His Magic Band)
- Safe as Milk, (1967)
- Strictly Personal, (1968)
- Trout Mask Replica, (1969)
- Mirror Man, (1970)

Album (som Captain Beefheart and The Magic Band)
- Lick My Decals Off, Baby, (1970)
- Clear Spot, (1972)
- The Spotlight Kid, (1972)
- Unconditionally Guaranteed (1974)
- Bluejeans & Moonbeams (1974)
- Shiny Beast (Bat Chain Puller) (1978)
- Doc at the Radar Station (1980)
- Ice Cream for Crow (1982)
- Le Nouvel Hippodrome, Paris 1977 (2014)

Album (som The Magic Band)
- Back to the Front (2003)
- 21st Century Mirror Men (2005) (live)
- The Magic of Music (2008)
- Oxford, U.K.: June 6 2005 (2011) (live)
- Plays the Music of Captain Beefheart (2013)